# Astragalus veresczaginii
Astragalus veresczaginii là một loài thực vật có hoa trong họ Đậu. Loài này được Krylov & Sumnev. miêu tả khoa học đầu tiên.